# 5 Stories
5 Stories är en EP släppt av Manchester Orchestra i 2004. Denna EP hade aldrig en omfattande spridning och är ovanligt att hitta några original.

## Låtlista
| Nr | Titel                  | Längd |
| -- | ---------------------- | ----- |
| 1. | Girl With Broken Wings |       |
| 2. | I Am A Book, Torn      |       |
| 3. | Marked Unknown         |       |
| 4. | La-Di-Da               |       |
| 5. | Goodbye To The Liars   |       |